# Venustiano Carranza

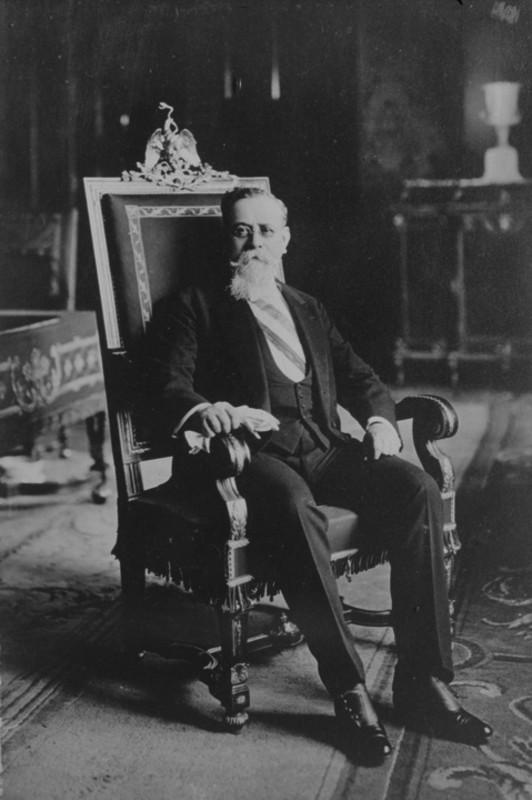
Venustiano Carranza.

José Venustiano Carranza Garza (phát âm tiếng Tây Ban Nha: [benustjano karansa], 29 tháng 12 năm 1859 - 21 tháng 5 năm 1920) là một trong những nhà lãnh đạo chính của cuộc Cách mạng México, có đội quân cách mạng cách mạng phía bắc, đánh bại chế độ phản cách mạng của Victoriano Huerta 1913-Tháng Bảy 1914) và sau đó đánh bại các nhà hoạt động cách mạng sau khi Huerta bị lật đổ. Ông nắm giữ quyền lực ở Mexico, nắm giữ cương vị người đứng đầu nhà nước 1915-1917. Với việc ban hành Hiến pháp Mê-hi-cô cách mạng mới năm 1917, ông được bầu làm tổng thống, nhậm chức trong giai đoạn 1917-1920.
Được biết đến như là "Primer Jefe" hoặc "Sếp thứ nhất" của các nhà lập pháp, Carranza là một chính trị gia khôn ngoan hơn là một người đàn ông quân sự. Ông ủng hộ thách thức Francisco I. Madero đối với chế độ Díaz trong các cuộc bầu cử năm 1910 và kế hoạch của Madero de San Luis Potosí để hủy bỏ cuộc bầu cử và lật đổ Díaz bằng vũ lực. Ông được Madero bổ nhiệm làm Thống đốc bang Coahuila. Khi Madero bị giết vào tháng 2 năm 1913, Carranza đã lập kế hoạch de Guadalupe, một kế hoạch chính trị thuần túy để trục xuất Huerta. Carranza trở thành lãnh đạo của các lực lượng phía bắc đối lập với Huerta. Ông tiếp tục lãnh đạo phe Lập hiến thành chiến thắng và trở thành tổng thống của Mêhicô.